# Selaginella hirtifolia
Selaginella hirtifolia är en mosslummerväxtart som beskrevs av Valdespino. Selaginella hirtifolia ingår i släktet mosslumrar, och familjen mosslummerväxter. Inga underarter finns listade i Catalogue of Life.